# Piacé

Piacé este o comună în departamentul Sarthe, Franța. În 2009 avea o populație de 361 de locuitori.